# Benny Wendt
Benny Wendt (Norrköping, 4 november 1950) is een voormalig Zweeds profvoetballer die speelde als aanvaller.

## Clubloopbaan
Zijn eerste stappen als profvoetballer maakte hij in eigen land bij IFK Norrköping. Zes jaar later verhuisde hij naar West-Duitsland, waar hij achtereenvolgens voor 1. FC Köln, Tennis Borussia Berlin en 1. FC Kaiserslautern speelde. In 1981 maakte hij de overstap naar Standard Luik, waarmee hij de finale van de Europacup II verloor. Na een tussenstop in Hongkong, bij Seiko SA, vertrok hij in 1984 weer naar West-Duitsland, waar hij bij SC Freiburg zijn carrière afsloot.

## Interlandloopbaan
Wendt speelde tussen 1972 en 1978 twintig interlands voor Zweden, waarin hij een doelpunt maakte.

## Erelijst
Standard Luik
- Eerste klasse: 1981/82, 1982/83
- Belgische Supercup: 1981, 1983
- Intertoto Cup: 1982 (groepswinnaar)